# 131e brigade d'infanterie (France)
Pour les articles homonymes, voir 131e brigade.
Cet article court présente un sujet plus développé dans : 66e et 58e division d'infanterie (France).
La 131e brigade d'infanterie est une unité militaire française de la Première Guerre mondiale. Créée en août 1914 à la 66e division d'infanterie, elle passe à la 58e division d'infanterie, jusqu'à sa dissolution en décembre 1915.

## Rattachement
- Formation à la mobilisation en août 1914[1]
- 66e division d'infanterie d'août 1914 au 4 octobre 1914[1],[2]
- 58e division d'infanterie du 4 octobre 1914 à décembre 1915[3],[2]
- Dissoute le 25 décembre 1915[4]

## Composition
La brigade est constituée pendant toute son existence des 280e, 281e et 296e régiments d'infanterie,.